# 무장군인 법원 난입 사건
무장군인 법원 난입 사건(武裝軍人法院亂入事件)은 1964년 5월 21일 새벽에 무장한 육군공수단 소속 군인 10여 명이 법원에 침입, 숙직판사 자택으로 몰려가 학생 시위와 관련된 영장 발부를 요구한 사건이다.

## 배경

### 한일회담 반대 시위
1964년 3월말, 한일회담 타결을 반대하는 학생 시위가 서울 전역, 대학교에서 국민학교(초등학교)에까지 확산되었다. 경찰대와 학생들이 충돌하여 수십 명의 부상자가 발생하고 수백 명의 학생들이 연행되었다. 전국에는 비상경계령이 내려졌다. 당시의 대통령이었던 박정희는 시위의 중지를 호소하는 특별 성명을 발표하고, 일본과 회담 중인 김종필을 소환하였다. 전국의 각 학교로 확산된 한일회담 반대 시위는 소환이 완료될 때까지 수일간 계속되었다. 1964년 4월 17일, 학생들은 4·19 혁명 4주년 기념일을 맞이하여 한일회담을 반대하는 시위를 계획하였고, 경찰은 4월 20일 벌어진 시위에서 대학생 등 61명을 연행하고 그중 6명을 구속하였다.

### 민족적민주주의 장례식 및 성토 대회
1964년 5월 20일 오후, 서울시내 10개 종합대학교 학생 3천여 명과 일반인 1천여 명이 서울대학교 문리대 운동장에 모여 '민족적민주주의 장례식 및 성토 대회'를 열고 박정희 정부가 매판자본과 반민족적악질재벌을 두둔하고 있으며, 이를 '민족적민주주의'로 꾸며 합리화하고 있다고 비판하였다. 8개 조항의 결의문을 통과시킨 대회가 끝나고 학생들은 관을 메고 교문을 나섰으며, 대회를 주최한 '한일굴욕외교반대 학생총연합회'는 '굴욕적 한일회담을 즉시 중단하라'는 성명문을 발표하였다. 학생들은 이화동 거리에서 경찰과 대치하였고, 7시간여에 걸친 양측의 충돌로 100명에 가까운 학생과 민간인, 경찰이 부상을 입었으며, 학생과 민간인 188명이 〈집회 및 시위에 관한 법률〉과 〈특수공무집행방해〉로 연행되었다. 경찰은 연행된 이들 중 107명에 대한 영장을 지방법원에 신청하였으나, 그중 13명에 구속영장이 발부되었다.

## 사건 발생 및 경과
보도에 따르면, 1964년 5월 20일 밤, 법원에서는 당일의 영장담당판사가 전날 밤 종로경찰서에서 신청한 11명의 구속영장 중 8명은 소명자료 불충분으로 기각하고 3명에 대해서만 발부하였고, 동대문경찰서에서는 신청했던 8명분을 자진하여 회수하였다. 담당판사는 21일 새벽 27명에 대한 구속영장을 검찰로부터 신청받아 자택에서 새벽 3시까지 검토하였다.
5월 21일 4시 반, 칼 또는 총으로 무장한 육군공수단 소속 군인 13명이 구급차를 타고 서소문동 대법원 청사에 난입하였다. 군인들은 검사실을 거쳐 6시경에 숙직실을 찾았으나, 숙직 판사가 귀가하였기에 6시 10분에 동소문동에 있는 양헌(梁憲) 판사의 자택을 방문하였다. 군인들은 '군의 충정을 이해해 달라', '학생들을 구속시키라'는 등의 요구를 하고 80분 후인 7시 30분경에 철수하였다.
사건을 맡은 수도경비대 수사과는 법원 난입에 가담한 군인 8명을 특수주거침입과 무단이탈 및 명령 위반으로, 사건과 관련된 민간인(예비역) 2명을 폭력행위 등 처벌에 관한 법률 위반으로 기소하였다. 1964년 7월 10일 열린 계엄보통군법회의에서는 사건에 가담한 12명 중 5명에 '폭력행위 등 처벌에 관한 법률', '특수주거침입', '특수협박', '주거침입', '협박' 등을 적용하여 징역 3년 ~ 5년을 선고하였다. 이들 중 3명은 7월 28일 형집행 정지로 석방되었다.

## 사회적 파장
법원
5월 22일, 대법원장은 사건 경위를 밝힐 것과 사법부의 독립을 침해하는 난입 사건 방지를 요구하는 항의문을 대통령에 보냈다. 5월 23일, 서울고등법원장과 서울의 3개 지방법원장 및 수석부장판사 등이 모여 무장군인의 법원 침입과 영장담당판사 자택 침입을 중대시하고 행정부에서 이 사건을 엄정히 다스리고 사법부의 기능이 보장될 수 있도록 통고할 것을 대법원장에 건의하였다. 행정처장은 국방부장관을 찾아가 항의하였다.
국회
5월 22일의 국회본회의에 국무총리와 국방부·내무부·법무부장관 등이 참석하여 사건에 대해 보고하고 질문에 답변하였다. 답변에서 국방부장관은 국무총리와 대통령에 사의를 표명하였음을 밝혔다. 5월 23일, 대통령은 불안한 정국에 대한 강경 대응을 시사하였고, 민정당, 삼민당 등 야당이 제안하고 공화당이 거부하기로 결정한 국방부와 내무부 장관의 해임 건의안은 5월 27일의 표결에서 부결되었다. 야당은 '대통령하야건의안' 제출과 '구국범국민투쟁위원회'의 발족을 계획하였다.
미국
워싱턴의 미국 관리들은 이 사건에 대해 주시하였으나, 공식 논평은 거부하였다.

## 관련 사건
무장군인 동아일보 난입 사건은 법원 난입 사건과 같은 인물이 주도하였고, 두 사건은 병행하여 처리되었다.

### 대학생 납치·고문 사건
'민족적민주주의 장례식 및 성토 대회'가 있은 5월 20일 밤에 형사를 자칭하는 청년들이 자고 있던 대학생을 납치, 중부경찰서를 거쳐 위치를 알 수 없는 건물 안으로 끌고 들어가 폭행·고문한 후 경찰병원을 거쳐 21일에 동대문경찰서에 인계하였다. 납치되어 폭행을 당한 대학생은 '장례식'의 조사를 읽은 것으로 지목되었으며, 동대문 경찰서에서 22일 구속영장을 신청하였으나, 법원에 의해 기각되었다. 피해를 입은 대학생은 보름 동안 움직이지 못하였고, 사건이 보도된 후 여론에 밀려 수사에 착수한 검찰은 5월 30일, 중앙정보부 요원 3명을 구속하였다. 이들은 모두 징역 6개월을 선고받았으나, 항소심에서 집행유예 처분을 받아 풀려나왔다.

### 계엄령 선포
학생운동은 더욱 격렬해져 6월 3일에는 전국에서 1만 5천여 명이 시위에 참가하기에 이르렀다. 구호는 '박정권 타도'로 바뀌었고, 대학생들은 청와대로 집결하였다. 이에 대통령 박정희는 긴급국가안보회의를 거쳐 1964년 6월 3일 오후 10시, 발효 시작 시각을 오후 8시로 소급한 계엄령을 선포하였다. 모든 학교는 휴교되었고, 옥외 집회 및 시위는 금지되었다. 언론출판보도는 사전검열되고, 통금시간은 연장되었다. 영장 없는 압수 수색과 구속도 가능해졌다. 6월 4일부터 경찰이 대학가의 검거에 들어가 6월 17일까지 총 168명을 구속하였고, 그중 53명은 '내란'이나 '소요'의 죄목으로 군법회의에 회부되었다. 6월 3일 내려진 계엄령은 7월 29일 오후 국회 본회의에서 '해엄요구안'(解嚴要求安)이 통과됨에 따라 국무회의를 거쳐 56일만에 해제되었다.

### 무장군인 동아일보 난입 사건
6월 6일 새벽, 제1공수특전단 소속 무장군인 8명이 동아일보사 편집국에 침입하여 숙직 기자에 약 40분 간 폭언을 한 사건이다. 이들은 술을 마신 뒤 경복궁앞에서 권총을 찬 채로 지프차 두 대에 나누어 타고 새벽 1시 50분경 동아일보사에 도착, 수위를 깨워 철문을 열고 편집국에 올라가 숙직기자에 기사에 관련된 것을 묻고 '본때를 보이자'는 등 난폭한 말을 하다가 2시 30분경 물러갔다. 동아일보사로부터 연락을 받은 계엄사는 6월 7일 이들을 '명령 위반', '특수주거침입', '특수협박' 등의 혐의로 모두 구속하였으나, 7월 10에 열린 군법회의에서는 주모자만 징역 5년을 선고하는 데에 그쳤다. 선고된 '5년'은 이후 '3년'으로 감형되었다.

## 같이 보기
- 한일회담
- 6·3 항쟁 (1964년)
- 무장군인 고려대학교 난입 사건 (1965년)